# Cratere Damoiseau

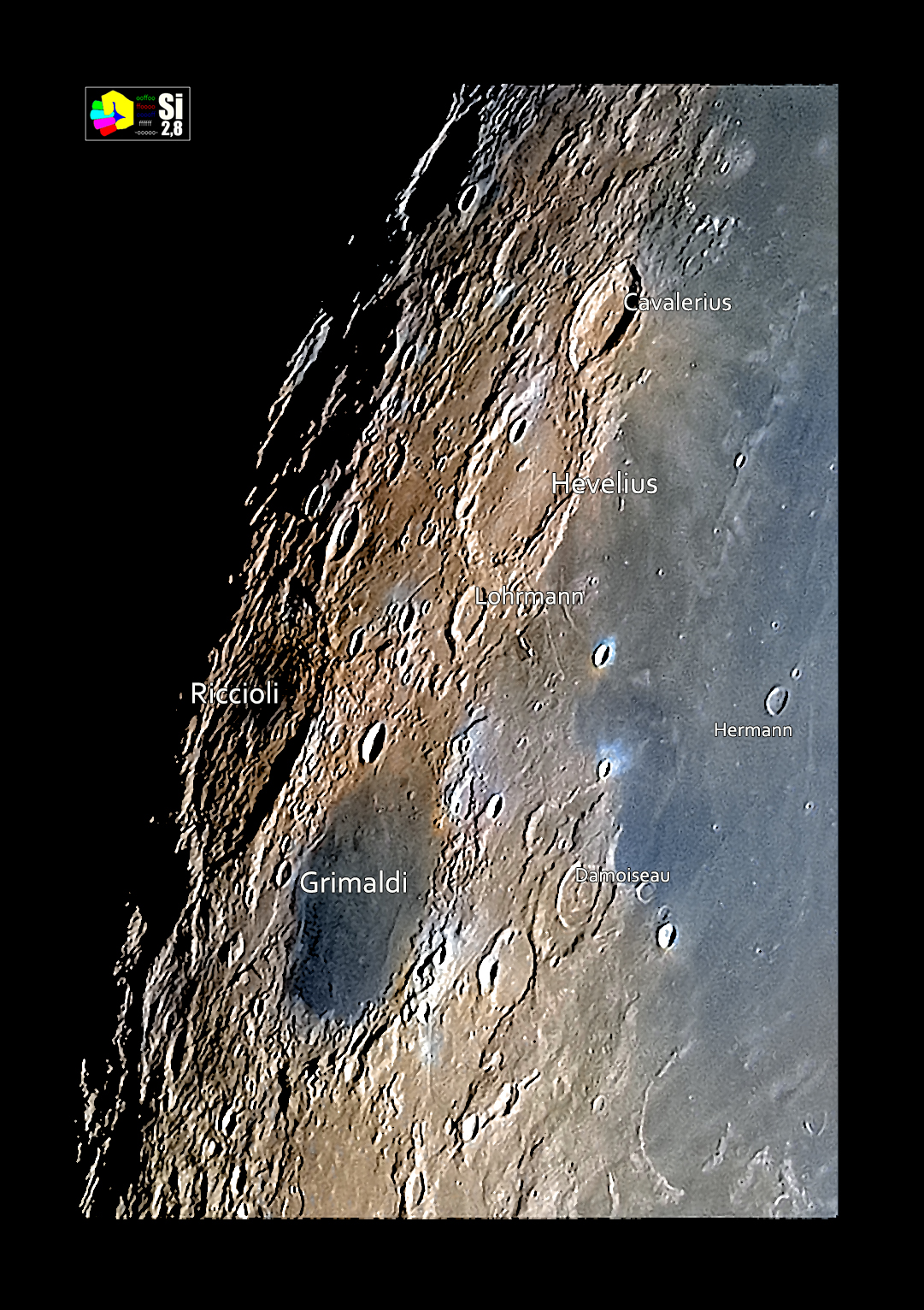
Immagine dell'area del cratere in formato selenocromatico. Vedi anche:

Damoiseau è un cratere lunare di 36,66 km situato nella parte sud-occidentale della faccia visibile della Luna, ad ovest dell'Oceanus Procellarum, ad est del cospicuo cratere Grimaldi e a nord del cratere Sirsalis.
Il bordo di Damoiseau è basso e non perfettamente circolare, con un allargamento verso l'esterno a nord-est e rigonfiamenti minori a nord ed a sud-est. Il pianoro interno è complesso ed irregolare, con una serie di creste e piccoli dirupi. Il cratere è concentrico con una formazione (ancora priva di nome) di diametro circa doppio. Questa formazione più esterna è priva del bordo nella zona nord-orientale, dove incontra il mare lunare.
A sud-est vi è un sistema di rimae denominate Rimae Grimaldi, che proseguono in direzione ovest e sud, per un'estensione di circa 160 chilometri.
Il cratere è dedicato all'astronomo francese Marie Charles Theodor De Damoiseau.

## Crateri correlati
Alcuni crateri minori situati in prossimità di Damoiseau sono convenzionalmente identificati, sulle mappe lunari, attraverso una lettera associata al nome.
| Damoiseau | Coordinate           | Diametro (in km) |
| --------- | -------------------- | ---------------- |
| A         | 6°21′36″S 62°35′24″W | 47,29            |
| B         | 8°30′36″S 61°42′36″W | 20,4             |
| BA        | 8°16′48″S 59°07′12″W | 8,67             |
| C         | 9°08′24″S 62°38′24″W | 13,73            |
| D         | 6°25′48″S 63°17′24″W | 16,31            |
| E         | 5°13′12″S 58°25′12″W | 13,63            |
| F         | 7°53′24″S 62°18′00″W | 9,53             |
| G         | 2°30′36″S 55°45′36″W | 3,76             |
| H         | 3°52′12″S 59°57′36″W | 44,89            |
| J         | 4°04′12″S 62°09′00″W | 6,71             |
| K         | 4°44′24″S 60°28′12″W | 18,54            |
| L         | 4°33′S 59°24′W       | 14,87            |
| M         | 5°04′48″S 61°22′48″W | 58,3             |